# Noah Wyle

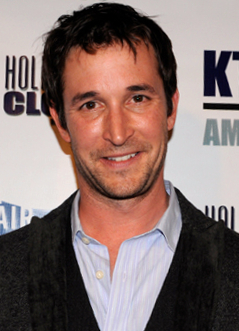

Noah Strausser Speer Wyle (n. 4 iunie 1971, Hollywood, California) este un actor american de cinema, televiziune și teatru. Este cel mai cunoscut pentru rolul Dr. John Truman Carter III din serialul dramă-medicală Spitalul de Urgență. A mai interpretat rolul lui Steve Jobs din Pirații din Silicon Valley sau al lui Flynn Carsen din Franciza Bibliotecarul. Momentan interpretează rolul lui Tom Mason din serialul științifico-fantastic de la TNT Falling Skies.

## Filmografie
| An   | Film                                           | Rol                   | Note |
| ---- | ---------------------------------------------- | --------------------- | --- |
| 1991 | Crooked Hearts                                 | Ask                   | |
| 1992 | A Few Good Men                                 | Cpl. Jeffrey Barnes   | |
| 1993 | Swing Kids                                     | Emil Lutz             | |
| 1994 | ER                                             | Dr. John Carter       | serial TV, rolul principal (1994–2005; 2006, 2009) 264 episoade Main Cast (Sezoanele 1-11) Invitat special (Sezonul 12) Main Cast (Sezonul 15) |
| 1994 | There Goes My Baby                             | Michael Finnegan      | |
| 1994 | Guinevere                                      | Lancelot              | film de televiziune |
| 1995 | Friends                                        | Dr. Jeffrey Rosen     | "The One With Two Parts: Partea a 2-a" (Sezonul 1: Episodul 17)                                                                                |
| 1997 | The Myth of Fingerprints                       | Warren                | |
| 1999 | Pirates of Silicon Valley                      | Steve Jobs            | film de televiziune |
| 2000 | Fail Safe                                      | Buck                  | film de televiziune |
| 2001 | Scenes of the Crime                            | Seth                  | |
| 2001 | Donnie Darko                                   | Dr. Kenneth Monnitoff | |
| 2002 | White Oleander                                 | Mark Richards         | |
| 2002 | Enough                                         | Robbie                | |
| 2004 | Bibliotecarul: Comoara din spatele cărților    | Flynn Carsen          | film de televiziune, rolul principal |
| 2005 | The Californians                               | Gavin Ransom          | |
| 2006 | Bibliotecarul 2: Întoarcerea la minele Solomon | Flynn Carsen          | film de televiziune, rolul principal |
| 2008 | W.                                             | Donald Evans          | |
| 2008 | Nothing But the Truth                          | Avril Aaronson        | |
| 2008 | Bibliotecarul 3: Dracula și Pocalul blestemat  | Flynn Carsen          | film de televiziune, rolul principal |
| 2009 | An American Affair                             | Mike Stafford         | |
| 2010 | Queen Of The Lot                               | Arron Lambert         | |
| 2010 | Below The Beltway                              | Hunter Patrick        | |
| 2011 | Falling Skies                                  | Tom Mason             | serial TV, rolul principal (2011–prezent) |